# Pyloderma spherica
Pyloderma spherica är en svampdjursart som först beskrevs av Arthur Dendy 1924.  Pyloderma spherica ingår i släktet Pyloderma och familjen Dendoricellidae. Inga underarter finns listade i Catalogue of Life.